# Waldir Ribeiro Dias
Waldir Ribeiro Dias (São João do Piauí, 22 de dezembro de 1932 - São Raimundo Nonato, 29 de julho de 2012),  foi um médico e político brasileiro com atuação no Piauí.

## Dados biográficos
Filho de Manuel Firmo Ribeiro e de Arlinda Dias Ribeiro. Médico formado em 1960 pela Escola Baiana de Medicina e Saúde Pública, fez residência no Hospital Santa Isabel como cirurgião geral, clínico médico, obstetra e psiquiatra. De volta ao Piauí trabalhou no Instituto de Assistência Hospitalar do Piauí e dirigiu (1961-1967) o Hospital Regional Senador Cândido Ferraz em São Raimundo Nonato, cidade na qual implantou o serviço de radiologia da Casa de Saúde São José, sendo o primeiro da região sul do estado. Sua carreira política começou com a sua eleição para prefeito de Anísio de Abreu pelo PSD, sendo que após a deposição de João Goulart pelo Regime Militar de 1964 e posterior adoção do bipartidarismo mediante o Ato Institucional Número Dois, ingressou no MDB.
Cumprido o seu mandato tornou-se perito do Instituto Nacional de Previdência Social (INPS) e do Fundo de Assistência ao Trabalhador Rural (Funrural) em São Raimundo Nonato, cidade onde foi eleito prefeito pela ARENA em 1970. Fora da prefeitura, passou a dirigir sua própria clínica e também o serviço ambulatorial do Instituto Nacional de Assistência Médica da Previdência Social (INAMPS).
Pós-graduado em administração hospitalar na Faculdade de Administração Hospitalar de São Camilo (SP) e em medicina no Centro Dinâmico de Programação Neurolinguística do Recife, integrou a Academia Brasileira de Administração Hospitalar, o Conselho Estadual de Saúde, o Conselho Regional de Medicina do Piauí e Academia de Medicina do Piauí, tendo sido o primeiro cirurgião da região sul do estado, também foi Indicado a receber o Premio Brasil de Medicina 2013.
Após a restauração do pluripartidarismo no governo João Figueiredo em 1980, foi derrotado como candidato a vice-governador pelo PMDB na chapa de Alberto Silva em 1982. Candidato a deputado federal pelo PPR em  1994, chegou a exercer o mandato mediante convocação. Repetiu a candidatura em 1998, mas ficou na quarta suplência de sua coligação.
Waldir Ribeiro Dias faleceu devido a problemas respiratórios.